# Мињовце
Мињовце (слч. Miňovce) насељено је мјесто са административним статусом сеоске општине (слч. obec) у округу Стропков, у Прешовском крају, Словачка Република.

## Становништво
| Година:    | 1994. | 2004. | 2014.   | 2024.   |
| ---------- | ----- | ----- | ------- | ------- |
| Број људи: | 348   | 348   | 329     | 338     |
| Разлика:   |       | +0 %  | -5,45 % | +2,73 % |

| Година:    | 2023. | 2024.   |
| ---------- | ----- | ------- |
| Број људи: | 339   | 338     |
| Разлика:   |       | -0,29 % |

Према подацима о броју становника из 2024. године насеље је имало 338 становника.